# Participation mystique
 (mai 2013).

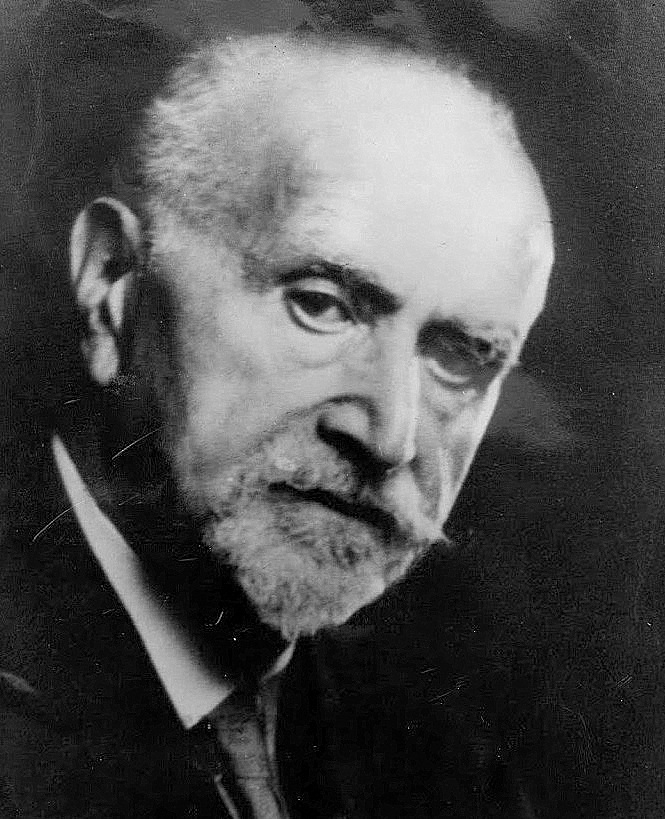
Lucien Lévy-Bruhl vers 1920.

La participation mystique est une expression relative à l'anthropologie qui date du début du XXe siècle. Elle appartient au vocabulaire de Lucien Lévy-Bruhl pour désigner un mode de pensée établissant entre des êtres très différents une communauté de nature, un même être. Cette expression forgée apparaît dans le cadre de l'étude du primitif (autrement dit de l'individu appartenant à un peuple considéré comme primitif du point de vue des civilisations occidentales de cette époque). La participation mystique s'applique par exemple au fait que des hommes (les Bororo du Brésil) se considèrent eux-mêmes comme des aras rouges. Autre exemple : les "primitifs" pensent que "donner un coup de lance dans la trace du pied d'un ennemi ou d'un animal qui est hors de portée atteint en même temps l'homme ou l'animal qui l'a laissée", car les traces "sont les êtres eux-mêmes" : "la trace du pied est le pied lui-même ; le pied, en vertu du principe pars pro toto ou de la participation de toutes les parties de l'organisme, est l'animal lui-même, comme son image ou son nom."

## Lucien Lévy-Bruhl
La notion de participation mystique est développée dans La mentalité primitive (1922). Lucien Lévy-Bruhl écrit déjà dans Les fonctions mentales dans les sociétés inférieures (1910) : "Les objets, les êtres, les phénomènes peuvent être, d'une façon incompréhensible pour nous, à la fois eux-mêmes et autre chose qu'eux-mêmes. D'une façon non moins incompréhensible, ils émettent et ils reçoivent des forces, des vertus, des qualités, des actions mystiques, qui se font sentir hors d'eux, sans cesser d'être où elles sont. En d'autres termes, pour cette mentalité, l'opposition entre l'un et le plusieurs, le même et l'autre, n'impose pas la nécessité d'affirmer l'un des termes si l'on nie l'autre ou réciproquement", ce qui nie les principes de la logique. Le primitif pose une identité de substance, une parenté étroite entre lui et certains êtres. Il y a "diverses sortes de participations" (Carnets, p. 17) : entre un être et ses appartenances (l'individu est ses cheveux, etc.), l'individu et le groupe (l'individu appartient au groupe "comme le grain avec la grappe"), avec le totem, avec les morts, avec les animaux et les plantes (homme et animal sont consubstantiels, d'essence commune) : "être c'est participer" (p. 22). Il y a "deux sortes principales de participation". Premièrement : "communauté d'essence, identité sentie entre ce qui participe et ce qui est participé. Exemples : participation entre l'individu et ses appartenances (cheveux, ongles, excrétions, vêtements, traces de pas, image, etc.), entre symbole et ce qu'il représente, entre le membre d'un clan totémique et les autres membres de ce clan, vivants ou morts". Deuxièmement : "participation = imitation, c'est-à-dire refus de ce qui n'est pas légitimé par un précédent, tradition mythe, et confiance en la préfiguration. Ces deux formes se complètent. "Pour obtenir une abondante récolte de paddy, les Nagas descendent de leurs rizières le dos courbé comme s'ils ployaient sous la charge pesant sur leurs épaules. La mimique des Australiens qui font comme si l'averse tombait préfigure la pluie pour l'obtenir (première interprétation) ou, par la vertu de l'imitation = participation, la fait déjà tomber réellement" (p. 143-145).
La désignation de participation mystique permet ainsi d'étudier ce que la raison ne peut accepter, autrement dit d'inclure dans l'analyse scientifique la part symbolique, et donc d'en étudier le sens. Présentée autrement, la notion de participation lui permet de ne pas opposer la « causalité naturelle » d'Edward Tylor à la « causalité sociale » d'Émile Durkheim.

## Carl Gustav Jung
Carl Gustav Jung cite cette expression à plusieurs reprises pour forger la notion d'inconscient collectif. "L'identité est une caractéristique de la mentalité primitive et le fondement réel de la participation mystique, qui n'est rien d'autre qu'une survivance de la non-différenciation originaire entre le sujet et l'objet et donc de l'état inconscient primordial. C'est aussi une caractéristique de l'état mental de la petite enfance et, en fin de compte, de l'inconscient de l'adulte civilisé."  
Jung a probablement un rôle important dans la diffusion de ces termes (toujours utilisés en français) et que l'on retrouve utilisés comme notion dans la langue anglaise.

## René Laforgue
Cette notion est également rattachée à celle de la relativité de la réalité conçue par le psychanalyste René Laforgue dans un ouvrage avec ce titre (1937), et au fait d'accepter l'existence d'une réalité autre que la sienne.

## Note
1. ↑  L. Lévy-Bruhl, Carnets, p. 90.
2. ↑  L. Lévy-Bruhl, Les fonctions mentales dans les sociétés inférieures (1910), p. 77.
3. ↑  Le concept de participation chez Lucien Lévy-Bruhl sur cairn.info
4. ↑  C. G. Jung, Types psychologiques (1921), § 741.
5. ↑  une définition en anglais des termes français
6. ↑  René Laforgue, Relativité de la réalité, Denoël, 1937.
7. ↑  Charles Baudouin, L'Œuvre de Jung, p. 83. (ISBN 978-2-228-89570-5)